# Kabahijabdi
Kabahijabdi (en népalais : कवहीजब्दी) est un comité de développement villageois du Népal situé dans le district de Bara. Au recensement de 2011, il comptait 4 267 habitants.